# 오레스테스 마타세나

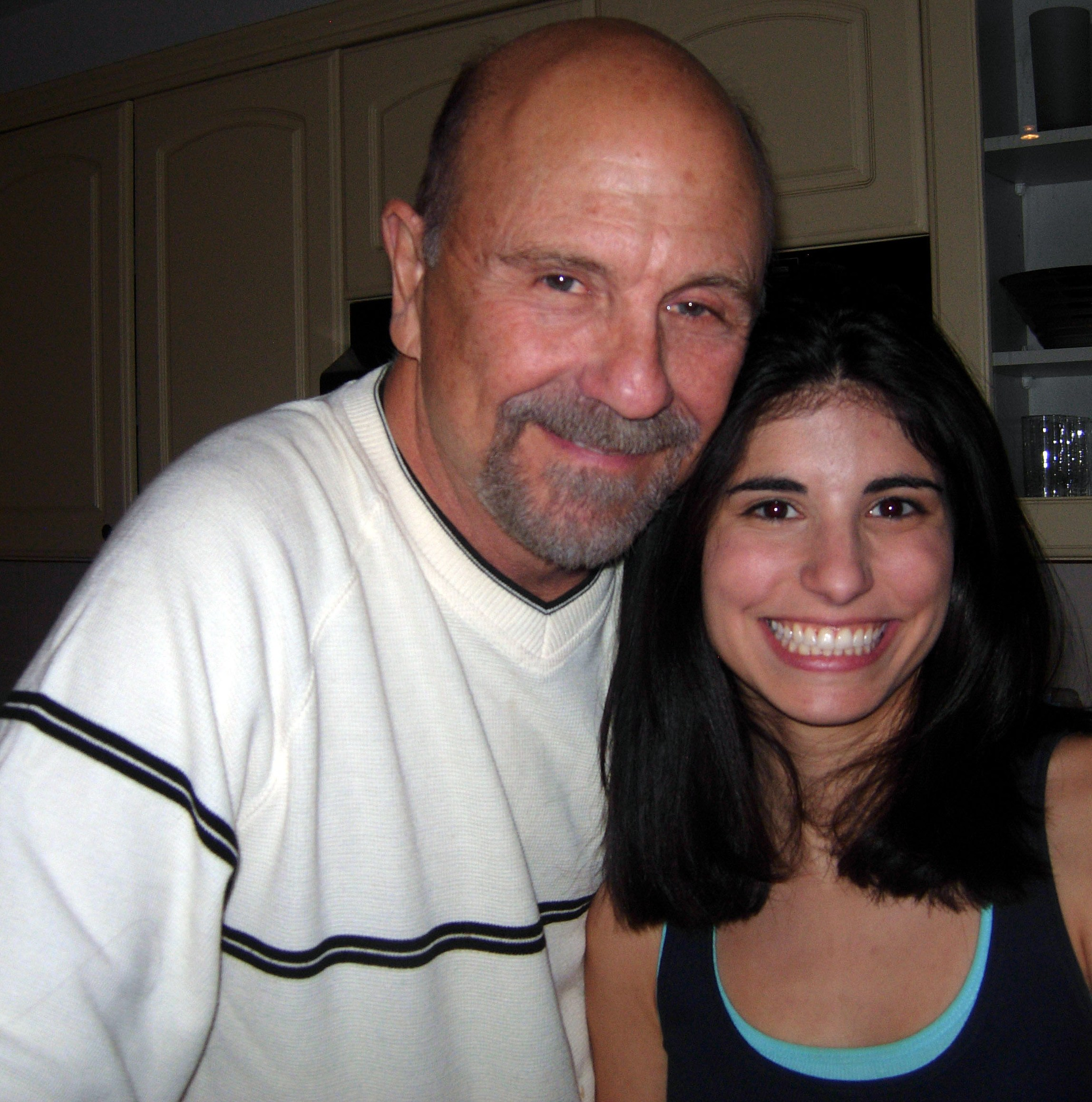

오레스테스 마타세나(Orestes Matacena, 1941년 8월 29일 ~ )는 쿠바의 배우, 각본가, 영화 감독이다.
아바나에서 태어났다.

## 영화
- 와일드 와일드 웨스트 (1999년)
- 비터 슈가 (1996년)
- Greyhounds (1994)
- 마스크 (1994년) - 니코 역
- 미드나잇 스팅 (1992년)
- 용병 특전대 (1991년)
- 죽음의 협상 (1990년)